# Ганс Штехер
Ганс Штехер (Hans (Hanusz) Stecher, р. нар. і см. невід.) — львівський будівничий кінця XV століття. Біографічні відомості вкрай скупі. Автор готичної вежі львівської ратуші, будівництвом якої займався у 1489—1491 роках (втрачена 1826). При спорудженні керував колективом із сімнадцяти челядників. Збереглась зарисовка напису при західному вікні другого ярусу вежі: Meister Hans Stecher anheb des bau. Anno Domini MCCCC° XCI°. Відомо, що на певному етапі займався спорудженням Латинського кафедрального собору. Вимурував і 1493 року засклепив органний хор, 1494 року засклепив прибудовані бічні каплиці, вимурував окрему каплицю поруч із собором, напроти будинку каноніків.
Низка джерел подає прізвище як Блехер. Версія походить із праць Варлаама Компаневича і Костянтина Слотвінського. Виникла внаслідок поганого відчитання перших двох літер на балках ратушевої вежі.